# KMines
KMines är en fri variant av minröj för skrivbordsmiljön KDE. KMines är utvecklad av Nicolas Hadacek. 